# Het Kruispunt (Tilburg)
Het Kruispunt is een protestants kerkgebouw in de Noord-Brabantse stad Tilburg. De kerk is gelegen aan de Offenbachstraat 105.

## Geschiedenis
In 1973 werd vanuit de Gereformeerde Gemeente van Sprang-Capelle een evangelisatiepost opgezet in Tilburg-Noord, meer precies in de wijk Heikamp. Bijeenkomsten vonden aanvankelijk plaats in de open lucht, daarna nog in een woning en in een Groene Kruisgebouw. In 1982 kocht men een een werkplaats met woning aan die tot een kerk werd verbouwd waarin 180 zitplaatsen aanwezig waren.
Om het karakter van het gebouw meer openheid te verlenen werden enkele verbouwingen doorgevoerd waardoor ook een inloophuis ontstond.

## Gebouw
Het betreft een bakstenen gebouw onder zadeldak met in de voorgevel een aantal glasramen aangebracht wat de indruk van een kerkgebouw geeft. De zijgevel heeft grote rechthoekige vensters. Er is geen toren, enkel een soort spits aan de voorgevel.

## Gelijknamig wijkcentrum
Aan de Sinopelstraat in Tilburg-West ligt een (seculier) wijkcentrum, dat ook de naam "Het Kruispunt" draagt.